# 山直下村
山直下村（やまだいしもむら）は、かつて大阪府に存在した村である。村名の由来は、『和名抄』などに見られる郷名「山直」より。

## 歴史
- 1889年（明治22年）4月1日、南郡東大路村、今木村、田治米村、摩湯村、三田村、新在家村が合併して、南郡山直下村が発足。大字田治米に村役場を設置。
- 1896年（明治29年）4月1日、泉南郡が成立。
- 1935年（昭和10年）7月1日、泉南郡山直上村と合併して町制を施行。泉南郡山直町となる。
  - 同日、大字新在家を岡山[1]に改称。

## 交通

### 道路
- 牛滝街道